# Магнавра
Магнавра (греч. Μαγναύρα) — пышный зал для церемоний на периферии Большого Константинопольского дворца, у ворот Халки, восточнее Августеона. Отсюда базилевс обращался к горожанам и здесь он давал аудиенции иностранным послам; последних особенно впечатляли выставленные здесь самодвижущиеся игрушки-автоматы.
С большой вероятностью Магнаврой в средне- и поздневизантийский периоды называли то самое здание сената с портиком из шести мраморных колонн, которое возвёл с восточной стороны Августеона император Юстиниан. Судя по археологическим данным, здание имело форму базилики с апсидами на востоке, причём в средней апсиде стоял «трон Соломона» с изваяниями львов по сторонам. С западной стороны был устроен выход во двор, усаженный рядами тенистых деревьев.
Магнаврский дворец был обновлён и украшен при Ираклии с тем, чтобы служить своеобразной витриной византийской государственности. При Михаиле III дворец был отдан под Магнаврскую школу, или университет.

## Источник
- The Oxford Dictionary of Byzantium :  [англ.] : in 3 vol. / ed. by Dr. Alexander Kazhdan. — New York ; Oxford : Oxford University Press, 1991. — P. 1267-68. — ISBN 0-19-504652-8.